# UU Piscium

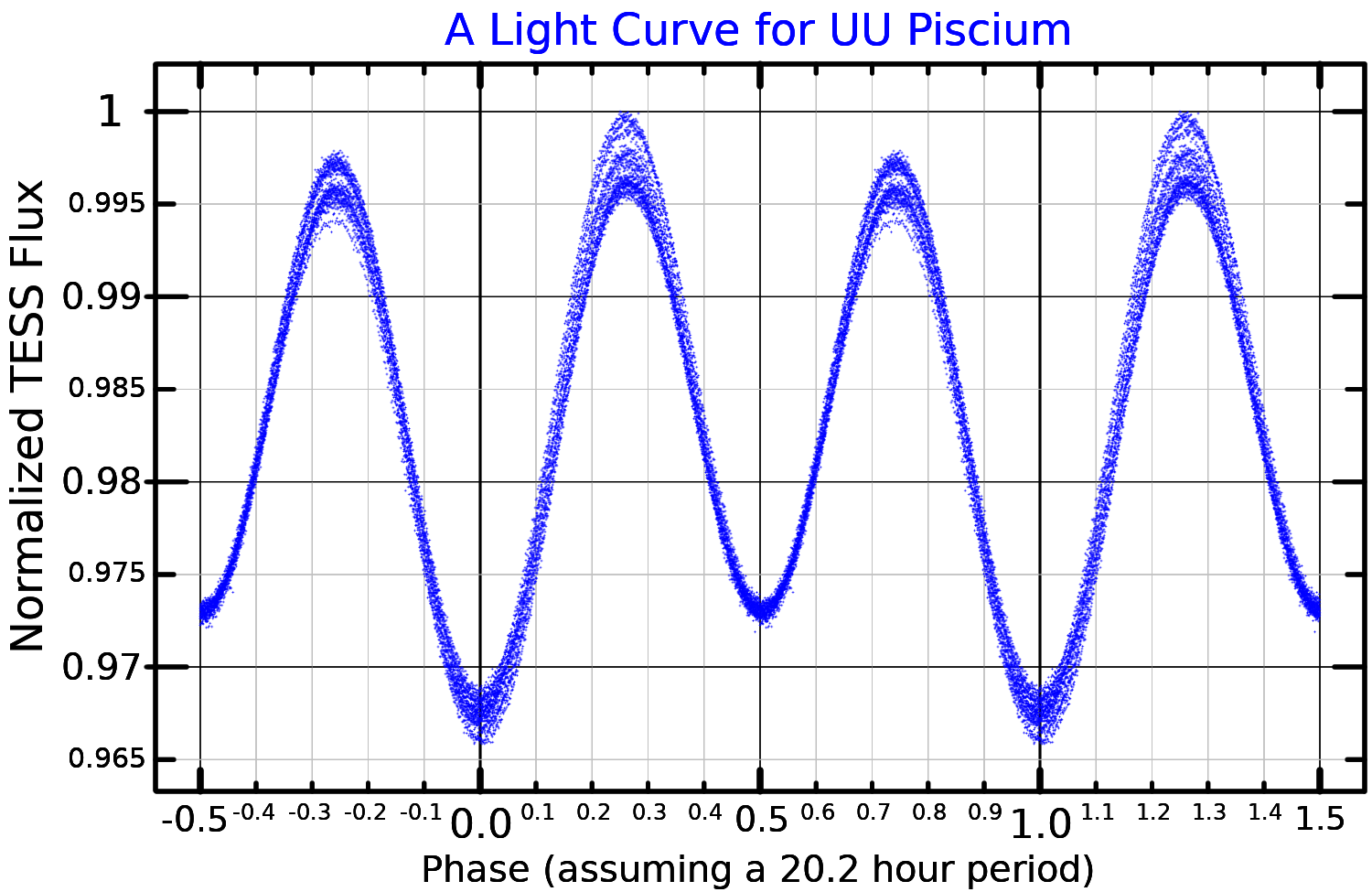
Curva de luz de UU Piscium

UU Piscium (UU Psc / 35 Piscium / HD 1061) es un sistema estelar de magnitud aparente +6,01 situado en la constelación de Piscis. Se encuentra aproximadamente a 261 años luz del sistema solar.
La estrella principal del sistema es una binaria cuyas componentes son dos estrellas blanco-amarillas idénticas de tipo espectral F0V.
Tienen una temperatura efectiva estimada de 7400 K y cada una de ellas es 6,4 veces más luminosa que nuestro Sol.
Dichos parámetros permiten estimar su radio —un 55 % más grande que el radio solar— así como su masa, en torno a 1,6 masas solares.
Su edad se cifra en unos 2000 millones de años.
Las dos estrellas son iguales a las componentes de Porrima (γ Virginis) pero la separación entre ellas es de sólo 0,0258 UA —1700 veces menor que en Porrima—, equivalente a 3,5 veces el radio de cada una de las estrellas. Al igual que ocurre en el sistema Espiga (α Virginis), la fuerte atracción gravitatoria entre ambas distorsiona su forma —no son esféricas—, por lo que conforme se mueven en su órbita nos presentan caras de tamaños diferentes, constituyendo una variable elipsoidal rotante.
El par no llega a ser una binaria eclipsante, a pesar de su corto período orbital de 0,842 días (20,2 horas).
Una tercera componente de magnitud +7,51, visualmente a 11 segundos de arco de la binaria, completa el sistema estelar.
Es también una estrella de la secuencia principal, aunque de tipo F3V, cuya separación con la binaria es de al menos 660 UA.
Emplea más de 8000 años en completar una órbita alrededor del par interior.